# Psecas zonatus
Psecas zonatus is een spinnensoort in de taxonomische indeling van de springspinnen (Salticidae).
Het dier behoort tot het geslacht Psecas. De wetenschappelijke naam van de soort werd voor het eerst geldig gepubliceerd in 1963 door María Elena Galiano.